# 7. Sinfonie (Butting)
Die Sinfonie Nr. 7 op. 67 ist ein Werk des Komponisten Max Butting aus dem Jahr 1949.

## Entstehungsgeschichte
Das Jahr 1949 war das schaffensreichste im Leben Max Buttings. Zur gleichen Zeit entstand sein mit der nationalsozialistischen Diktatur abrechnendes Oratorium „Das Memorandum“, kurz zuvor hatte er die düstere „Totentanzpassacaglia“ geschrieben, aber ebenso verfasste Butting nun zahlreiche kleinere Werke leichteren und fröhlicheren Charakters. Er, der während des Zweiten Weltkrieges außer seiner vierten, fünften und sechsten Sinfonie kaum etwas komponiert hatte, fühlte nun genug Kraft, sich sowohl mit der Vergangenheit musikalisch zu beschäftigen, als auch aktiv mit seiner Musik an der Gestaltung der Zukunft mitzuwirken, deren Grundlage ihm in der sozialistischen Ideologie der DDR gegeben schien. Die siebte Sinfonie ist somit gleichzeitig ein Werk der Rückschau, als auch eines des Aufbruchs. Butting schrieb 1954 in seinem Buch Musikgeschichte, die ich miterlebte über sie:

„Die Sinfonie wurde die letzte Auseinandersetzung mit dem, was ich durch das Kriegsgeschehen empfunden hatte. Wie viele Jahre vorher die Dritte Sinfonie eine Abrechnung mit der vorhergehenden Zeit gewesen war, so wurde die Siebente Sinfonie die seelische Entlastung vom Druck der Kriegszeit.“

Noch in ihrem Entstehungsjahr gelangte die siebte Sinfonie in Zwickau zur Uraufführung. Beim Publikum, das an die Tonsprache des im Deutschland der Nazi-Zeit kaum gespielten Komponisten nicht mehr gewöhnt war, löste die Komposition zunächst Befremden aus, jedoch erkannte man bald ihren Wert als bedeutendster ostdeutscher Sinfonie der Nachkriegsjahre. 

## Besetzung
2 Flöten, 2 Oboen, Englischhorn, 2 Klarinetten in B, 2 Altsaxophone in Es, Tenorsaxophon in B, Bassklarinette in B, 2 Fagotte, 4 Hörner in F, 3 Trompeten in C, 3 Posaunen, Bassposaune, Kontrabasstuba, Pauken, Schlagzeug (Tomtom, Kleine Trommel, Tamburin), Violinen I und II, Bratschen, Violoncelli, Kontrabässe.

## Das Werk
Wie viele andere Werke des Komponisten, so zeigt auch Buttings Sinfonie Nr. 7 eine von überkommenen klassischen Mustern deutlich abweichende Konzeption. Sie besteht aus zwei umfangreichen, ungefähr gleich langen Teilen – Butting vermied bewusst die Bezeichnung „Sätze“ –, von denen keiner einer traditionellen Form verpflichtet ist und die sich beide wiederum selbst in jeweils zwei Untersektionen aufgliedern. Die Gesamtspieldauer des Werkes beträgt etwa 30 Minuten. 
Eine programmatische Notiz des Komponisten gibt Aufschluss über den gedanklichen Gehalt der Sinfonie:

„Befreit und geschlagen – erlöst von täglicher Todesfurcht und noch erfüllt von Grausen und Entsetzen, – voll Hoffnung und Zagen: Wer könnte das vergessen? Wer gab sich nicht Rechenschaft, wer rechtete nicht mit sich selbst? – Wer es gerecht tat, kam wohl zu tieferer Einsicht und zur Ruhe. Doch neues Leben forderte Freude und erweckte den Willen zum Überwinden.“

### 1. Teil
Der erste Teil („geschlagen“) beginnt mit einem konfliktgeladenen Allegro moderato (überwiegend 4/4-Takt). Am Anfang steht ein Thema, das Piano in Bassklarinette, Altsaxophonen, Hörnern, Bassposaune, Tuba und Kontrabässen erklingt und dadurch eine dunkle Färbung erhält. Da es gänzlich von seinem sehr markanten Rhythmus geprägt wird und ihm jegliches melodische Profil fehlt, wirkt es hart und statisch. Immer wieder bricht es im weiteren Verlauf in das Geschehen herein und setzt Zäsuren. Zu ihm tritt im vierten Takt eine triolische Melodie der Celli, Tenorsaxophone und Fagotte. Bald folgt in den zweiten Violinen ein gleichmäßig in halben Noten gehaltenes Zwölftonthema. Nun setzt eine Steigerung ein, die diese Elemente miteinander kombiniert bzw. gegeneinander ausspielt. Nach Abklingen ihres zweiten Anlaufes mündet sie in ein besonders durch anapästische Rhythmen und chromatische Melodieführung gekennzeichnetes Thema in den ersten Violinen. Seine aggressive Motorik wird jetzt zum vorantreibenden Impuls einer vorrangig aus diesem Thema gebildeten Episode, die teilweise fugiert abläuft. Nach Erreichen ihres Höhepunktes erscheinen wieder der Ausgangsrhythmus und das Triolenthema. Das Tempo nimmt danach schnell ab und es folgt eine Überleitung zum zweiten Abschnitt des ersten Teiles, in der ein Motiv auftritt, das durch seine weiten Intervallschritte den Charakter eines Mahnrufes erhält. 
Der zweite Abschnitt ist überwiegend in langsamen Tempi gehalten und basiert gänzlich auf dem abgewandelten thematischen Material des ersten. Besonders wichtig werden ein punktiertes Motiv, das zuerst in den ersten Violinen auftaucht, und eine Variation des zwölftönigen Gedankens im 3/4-Takt, zuerst in Fagotten und Hörnern. Getragene Melodiebögen erzeugen eine zurückhaltende, klagende Atmosphäre, besonders, wenn Englischhorn und Saxophone heraustreten. Gelegentlich taucht der Ausgangsrhythmus wieder auf. Ungefähr in der Mitte des Abschnittes leitet er eine neue konfliktreiche Episode ein, in der Themen des ersten Abschnittes wiederkehren, die aber bald wieder versiegt. In der Coda schließlich taucht auch das bis dahin ausgesparte Anapästthema wieder auf, bevor der erste Teil ausgebrannt und fahl mit dem Triolenthema ausklingt.

### 2. Teil
Der zweite Teil der Sinfonie („befreit“) antwortet dem zerfahrenen ersten mit einer aktiven, vorwärts gerichteten Grundhaltung – vorherrschendes Tempo ist Allegro – und stellt dessen Elemente in mehr geordnete Zusammenhänge. Zunächst wird das anapästische Thema zu einem Bolerorhythmus umgeformt, der im Tamburin das Geschehen eröffnet. Hinzu tritt ein Bassmotiv, über das sich eine ebenfalls aus dem Anapästthema gewonnene Melodie und etwas später noch ein breites, gesangliches Thema schichten. Zusammen bilden diese Elemente eine zuerst streng, dann zunehmend freier gehandhabte Passacaglia (3/4-Takt) von tänzerischem Schwung. Sie bricht jedoch abrupt ab und das Mahnrufmotiv aus der Überleitung des ersten Teiles erscheint wieder, diesmal fortissimo in Holzbläsern und Saxophonen. 
Nun entwickelt sich der zweite Abschnitt. Die gesamten thematischen Bestandteile der Sinfonie werden – auch in variierter Gestalt – allmählich wieder aufgegriffen und in neue Beziehungen zueinander gebracht. Vor allem das Anapästthema, das triolische Thema und der Überleitungsgedanke stechen heraus. Mehrere drängende Steigerungswellen setzen ein, bis schließlich der Anfangsrhythmus des ersten Sinfonieteiles im Orchestertutti erscheint. Die letzten Minuten des Werkes sind geprägt von einem Kampf der aktiven Elemente gegen die immer wieder hinein schlagende rhythmische Starre. Am Ende führt der rufende Überleitungsgedanke zum fortissimo – Abschluss auf einem durch die Sekunde D geschärften C-Dur-Akkord. 